# Dagr
Na mitologia nórdica, Dagr ou Dag (em nórdico antigo "dagr"; LITERALMENTE dia, parte do dia com luminosidade ) é a personificação do dia. Esta personificação aparece na Edda em verso, compilada no século XIII a partir de fontes tradicionais mais adiantadas, e a Edda em prosa, escrita no século XIII por Snorri Sturluson. Em ambas as fontes, Dagr é indicado como o filho do deus Dellingr e está associado com o brilhante cavalo guará Skinfaxi, que "desenha o dia para a humanidade". Dependendo da variação de manuscrito, a Edda em prosa acrescenta que Dagr é filho ou de Dellingr com Nótt, a personificação da noite, ou Jörð, a personificação da Terra. Caso contrário, Dagr aparece como um substantivo comum, simplesmente significa "dia" em todas obras nórdicas antigas. Conexões foram propostas entre Dagr e outras figuras de nome semelhantes na mitologia germânica.

## Atestados

### Edda em verso
Dagr é mencionado nas estrofes 12 e 25 do poema Vafþrúðnismál. Na estrofe 24 de Vafþrúðnismál, o deus Odin (disfarçada de "Gagnráðr") pergunta ao jötunn Vafþrúðnir de onde chega o dia, e a noite e suas marés. Na estrofe 25, Vafþrúðnir responde:

| Tradução de Benjamin Thorpe: Dellingr hight he who the day's father is, but night was of Nörvi born; the new and waning moons the beneficient powers created, to count the years for men. | Tradução literal em português: Altíssimo Dellingr, ele que é o pai do dia, mas a noite nascida de Nörvi, as luas nova e minguante os poderes beneficentes criaram para contar os anos para os homens. |  |
Na estrofe 12, o cavalo Skinfaxi, sua juba brilhante, é afirmada por Vafþrúðnir como o "desenho do dia para a humanidade".

Em Sigrdrífumál, após a valquíria Sigrdrífa ser acordada de seu sono amaldiçoado pelo herói Sigurd, Sigurd pergunta o nome dela, e ela lhe dá uma "bebida da memória" de um chifre cheio de hidromel, e depois Sigrdrifa faz uma oração. O primeiro verso desta oração apresenta uma referência para os "filhos de Dagr" e "filha de Nótt":

| Tradução de Benjamin Thorpe: Hail to the Day! Hail to the sons of Day! To Night and her daughter hail! With placid eyes behold us here, and here sitting give us victory. Hail to the Æsir! Hail to the Asyniur! Hail to the bounteous earth! Words and wisdom give to us noble twain, and healing hands while we live! | Tradução literal em português: Viva o dia! Salve os filhos do dia! Para Noite e sua filha granizo! Com os olhos plácidos eis-nos aqui, e aqui sentado nos dá a vitória. Viva o Æsir! Salve a Asyniur! Salve a terra generosa! Palavras e sabedoria nos deram dois nobres, e curando as mãos, enquanto nós vivemos! |  |

No poema Hrafnagaldr Óðins, o aparecimento de Dagr e seu cavalo e carruagem são descritos:

| Tradução de Benjamin Thorpe: The son of Dellingr urged on his horse adorned with precious jewels. Over Mannheim shines the horse's mane, the steed Dvalin's deluder dew in his chariot. | Tradução literal em português: O filho de Dellingr pediu em seu cavalo adornado com jóias preciosas. Sobre Mannheim brilha a crina do cavalo enganador o cavalo de Dvalin orvalho em sua carruagem. |  |

### Edda em prosa
No livro Gylfaginning da Edda em prosa, Dagr é novamente personificado. No capítulo 10, a figura entronizada do Altíssimo declara que Dagr é o filho do casal de Æsirs Dellingr e de sua esposa Nótt ("noite"). Dagr é descrito como "tão brilhante e belo como o povo de seu pai". Odin tomou Dagr e sua mãe Nott, deu a cada uma deles uma carruagem e um cavalo - Dagr receber o cavalo Skinfaxi, cuja juba ilumina todo o céu e a terra - e os colocou no céu para montar em torno da Terra a cada 24 horas.
Dagr é novamente personificado no capítulo 24 do livro Skáldskaparmál, da Edda em prosa, onde ele é declarado como um irmão de Jörð. Como um substantivo comum, Dagr aparece no capítulo 58, onde "Skinfaxi ou contente" é mencionado carregando diante o dia, e no capítulo 64, onde Dagr é indicado como uma das várias palavras para o tempo.
No entanto, o estudioso Haukur Thorgeirsson aponta que os quatro manuscritos de Gylfaginning variam em suas descrições sobre as relações familiares entre Nótt, Jörð, Dagr e Dellingr. Em outras palavras, dependendo do manuscrito, ou Jörð ou Nótt são a mãe de Dagr e parceiro de Dellingr. Detalhes de Haukur são de que "o manuscrito mais antigo, U, oferece uma versão onde Jǫrð é a esposa de Dellingr e mãe de Dagr enquanto os outros manuscritos, R, W e T, indicando Nótt no papel da esposa de Dellingr e a mãe de Dagr", e argumenta que "a versão em U surgiu acidentalmente quando o escritor de U ou seu antecedente encurtou um texto semelhante ao ERP. os resultados deste acidente fizeram o seu caminho para a tradição poética da Islândia".

## Teorias
Otto Höfler teorizou que Dagr pode estar relacionado com (ou pode ser a mesma figura que) o herói Svipdagr (cujo nome significa "o dia que de repente amanhece"), que é atestado em vários textos. Entre outras fontes, este valor é encontrado em dois poemas compilados juntos e conhecidos como Svipdagsmál na Edda Poética, o Prólogo da Edda em prosa, e pelo nome Swæfdæg nas genealogias míticas das casas Anglias da Inglaterra anglo-saxã. Otto Höfler também propôs que Svipdagr pode ter sido um "Dagr do Suevos", e por causa dos nomes dos membros de sua família, Sólbjartr ("a luz do sol", indicando um potencial deus dos céus) e Gróa ("crescimento" , indicando um possível deus do crescimento), e seu cortejo de Menglöð (muitas vezes identificado com a deusa Freyja), ele ainda sugeriu que Svipdagr pode ter sido um deus da fertilidade.

## Ligações Externas
Media relacionados com Dagr no Wikimedia Commons